# Conservatoire du cinéma et de la fiction
 (mai 2025).
Si vous disposez d'ouvrages ou d'articles de référence ou si vous connaissez des sites web de qualité traitant du thème abordé ici, merci de compléter l'article en donnant les références utiles à sa vérifiabilité et en les liant à la section « Notes et références ».
Le Conservatoire du cinéma et de la fiction, d'abord nommé Conservatoire indépendant du cinéma français puis Conservatoire libre du cinéma français (CLCF), est un établissement d'enseignement supérieur et fondé en 1963, situé à Paris, en France. L'établissement appartient au groupe Galileo Global Education depuis les années 2010. Historiquement, l'établissement forme réalisateurs, monteurs, scriptes et techniciens du cinéma et de l'audiovisuel. Doté de moyens de productions, le CLCF forme artistiquement et techniquement les futurs scénarstes, concepteurs, techniciens et réalisateurs de cinéma et de fiction. L'école prépare ses élèves à la réalité du terrain et leur permet de maîtriser les outils leur permettant de passer derrière la caméra. Six spécialisations sont dispensées par son corps professoral, composé exclusivement de professionnels en activité : Réalisateur, Assistant Réalisateur, Scripte, Scénariste, Monteur et Directeur de Production.

## Origines
En 1956, le Conservatoire indépendant du cinéma français formant uniquement des comédiens, voit le jour. En 1963, le CICF se transforme en école de cinéma et change son nom en Conservatoire libre du cinéma français ou CLCF. L'établissement est alors connu comme l'École de la rue du Delta, d'où son siège se situe à Paris. La société CLCF est inscrite au Registre du commerce depuis 1987; depuis les années 2010, il est appartient au groupe Galileo Global Education, lequel regroupe 47 écoles privées dans 7 pays.
En 1993, le CLCF investit de nouveaux locaux avec un plateau de tournage et ses loges, des salles de cours, des salles de travaux pratiques, de training ou de montage pellicule argentique et vidéo virtuel, une salle de projection ainsi qu'une bibliothèque[réf. nécessaire]. En 2018, le CLCF déménage à Paris, à une centaine de mètres de Place des Fêtes dans le campus de Bellevue, partageant ses locaux de 4 000m2 avec Cifacom et l'Atelier Chardon Savard, deux autres écoles du groupe Galileo Global Education[réf. nécessaire].
En 2023, le CLCF change de nom et devient le Conservatoire du cinéma et de la fiction ou CCF.

## Formation
Depuis les années 1960, le modèle pédagogique du CLCF alterne théorie et pratique à travers les ateliers d’écriture, les divers exercices filmés, la réalisation de courts-métrages et de documentaires. Trois types de cours sont dispensés.
- Les cours théoriques : pour consolider sa culture cinématographique et acquérir le langage et les réflexes professionnels
- Les ateliers pratiques : pour manipuler les outils cinématographiques et audiovisuels, et découvrir les différents métiers du monde de la fiction.
- Les tournages :  De la 1ère à la 4ème année, les étudiants participent à des courts-métrages. Dans le cadre des tournages, les étudiants sont regroupés au sein d’équipes. Ils occupent, à tour de rôle, différents postes durant les exercices : Réalisateur, Assistant Réalisateur, Scripte, Cadreur, Opérateur son.

À la fin de leurs études et de leurs examens, les élèves peuvent bénéficier du statut d'intermittent du spectacle. Le site web du CLCF fait référence à 80 % de diplômés parvenant à trouver un emploi dans les trois mois et 86 % des étudiants trouvant un emploi dans les six mois. 

### Certification par l'État
Seuls les titres suivants sont certifiés par l'État au niveau VI (Bac+3, Bachelor) et sont depuis 2010 inscrits au Répertoire national des certifications professionnelles: 
- Titre certifié de « Monteur(se) cinéma et audiovisuel »,

- Titre certifié de « Directeur de production ».

## Équipe pédagogique
L'équipe pédagogique compte une cinquantaine d'intervenants professionnels[source insuffisante]. Le CLCF déclare salarier entre 10 et 19 personnes. 

## Partenaires
En 2003, il rejoint le Centre international de liaison des écoles de cinéma et de télévision. Le CLCF est aussi membre adhérent de CampusFrance. 

## Anciens élèves
Le CLCF compte parmi ses anciens élèves des professionnels de la production, de la post-production et de la régie; et parmi ses élèves étrangers, certains sont cadres des industries cinématographiques et télévisuelles de leur pays. Par exemple : 
- Nathalie Alquier[11] ;
- Nicolas Bonnefoy[12] ;
- Laurence Briaud ;
- Jayro Bustamante ;
- Martine Cassinelli[13];
- Daniel Chocron ;
- Daniel Delume[14] ;
- Anne de Galzain
- Christine Gozlan ;
- Ömer Kavur  ;
- Jean-Yves Lafesse[15];
- Christophe Lamotte[16] ;
- Thierry Le Merre[17] ;
- Jean Marbœuf ;
- Alain Monne[18] ;
- Malik Nejmi[19] ;
- Artus de Penguern ;
- Frédéric Pelle ;
- Nicolas Ragni ;
- Christophe Ruggia ;
- Mahamat Saleh Haroun ;
- Thomas Salsmann ;
- Yann Samuell ;
- Patrick Sarfati[20] ;
- Jules Takam[21] ;
- Virginie Verrier
- Alexandre Widmer[22];